# Orsmilen
Orsmilen är en sjö i Ljusdals kommun i Hälsingland och ingår i Ljusnans huvudavrinningsområde. Sjön är 4,5 meter djup, har en yta på 0,192 kvadratkilometer och befinner sig 246 meter över havet.

## Delavrinningsområde
Orsmilen ingår i det delavrinningsområde (683605-151491) som SMHI kallar för Utloppet av Orsmilen. Medelhöjden är 321 meter över havet och ytan är 2,58 kvadratkilometer. Räknas de 3 avrinningsområdena uppströms in blir den ackumulerade arean 28,15 kvadratkilometer. Vattendraget som avvattnar avrinningsområdet har biflödesordning 3, vilket innebär att vattnet flödar genom totalt 3 vattendrag innan det når havet efter 105 kilometer. Avrinningsområdet består mestadels av skog (80 procent). Avrinningsområdet har 0,18 kvadratkilometer vattenytor vilket ger det en sjöprocent på 7,1 procent.